# Шашка (оружие)
Ша́шка — длинное клинковое рубяще-режущее и колюще-режущее холодное оружие, довольно широкая, с малым погибом, с гладкой и голой рукоятью, в кожаных ножнах, на узком ремешке через плечо; носится наоборот, обухом вперёд; шашкам, по клейму на них, присвоены особые названия: волчок, гурда. Широкое своё распространение получила в России и на Кавказе.
Клинок — однолезвийный, редко с полуторной заточкой, слабо изогнутый, длиной менее одного метра (в России стояли на вооружении различные модели шашек с длиной клинка от 81 до 88 см, исконные черкесские были ещё легче и короче). Эфес обычно состоит только из рукояти с загнутой, обычно раздваивающейся головкой, без крестовины (гарды), что является характерным признаком этого вида оружия. Ножны — деревянные, обтянутые кожей, с кольцами для портупеи на выгнутой стороне. Известны шашки двух видов: шашки с дужкой, внешне похожие на сабли, но таковыми не являющиеся (драгунский тип), и более распространённые шашки без дужки (кавказский и азиатский типы).

## Историческое развитие
Первые известные изображения шашек обнаружены на миниатюрах в грузинской рукописи «Ростомиани» и фресках с портретами ктиторов в церквях в Западной Грузии и относятся к середине и второй половине XVII века. Первое известное письменное упоминание слова «шашка» относится к 1747 году при перечислении вооружения чеченцев, что говорит о большом распространении шашки среди горцев и казаков Северного Кавказа, уже в первой половине XVIII века. Сначала шашка имела значение недорогого вспомогательного оружия конного воина после сабли, первые образцы относят к XII—XIII векам. Сложилось ошибочное мнение, что в письменных источниках слово «шашка» впервые было употреблено Джованни де Лукой в 1625 году, однако в использованном П. Юрченко французском тексте стоит слово simeterre, которое было переведено П. Юрченко как «шашка» без должных оснований, по аналогии с реалиями XIX в., в котором этот текст был переведён на русский язык (издание перевода П. Юрченко датировано 1879 годом). Перевод Юрченко неверен, и правильный перевод шашки «сэшхо» означает «длинный нож» с черкесского языка . С распространением огнестрельного оружия и выходом из употребления металлических доспехов шашка вытеснила саблю сначала на Кавказе, а затем и в России, при этом шашка сама претерпела значительные изменения: стала более массивной и получила изгиб.
Будучи первоначально заимствованной у черкесов терскими и кубанскими казаками, в XIX веке шашка была принята на вооружение в Российской армии как уставной тип холодного оружия практически всех кавалерийских частей (к началу двадцатого века сабля оставалась парадным оружием в гвардейских уланских и гусарских полках; в 4-х кирасирских полках лейб-гвардии таковым был палаш), офицеров всех родов войск, а также жандармерии и полиции. В кавалерии в таком качестве шашка оставалась до середины XX века, став последним в истории холодным оружием, имевшим массовое боевое применение (конницей Красной армии в Великой Отечественной войне). В русской историографии, шашка отмечена прежде всего как казачье оружие, по сей день оставаясь неотъемлемой деталью традиционной культуры российского казачества и элементом старинного казачьего костюма.

### Применение шашки
Шашка по строению и применению ближе к ножу, чем к сабле, различные варианты шашки принципиально отличаются от неё как внешним видом: отсутствием гарды (крестовины), отсутствием выраженного острия, гораздо меньшей кривизной клинка, иной балансировкой клинка (у классической шашки точка равновесия расположена примерно в тридцати сантиметрах от рукояти), — так и характером боевого применения: шашка — наступательное рубящее оружие без применения оборонительной тактики и изощрённых приёмов профессионального сабельного фехтования.
Шашкой наносят мощные рубящие удары, от которых сложно закрыться или увернуться. Зачастую шашка предназначалась для одного внезапного мощного удара, который нередко сразу решал исход поединка. Колющие удары шашкой наносить крайне проблематично из-за особенностей балансировки. От характера боевого применения также зависит способ крепления ножен шашки (на одном или двух кольцах) к портупее (к поясной или плечевой): лезвием вверх, так как для выполнения рубящего удара сверху вниз шашку проще быстро вынуть из ножен именно из такого положения. Ещё одним достоинством шашки стала её относительная дешевизна, в отличие от сабли, что позволило сделать это оружие массовым. Этому же способствовала простота использования шашки в бою. Обычная техника владения шашкой состояла из хорошего знания пары простых, но действенных ударов, что было очень удобным для быстрого обучения новобранцев. К примеру, в строевом уставе кавалерии Красной армии (248 страниц) указаны всего три удара (направо, вниз направо и вниз налево) и четыре укола (вполоборота направо, вполоборота налево, вниз направо и вниз налево).

## Этимология
Шашка происходит от древнетюркского слова «шаш» — «нож», чувашское «çĕç — нож», крымско-татарское слово «шиш» — «нож», от него же слово шашлык (мясо, нанизанное на шашку, держали на огне), слово «шаш — нож» - хазарского происхождения, которое проникло в речь казаков как и слова отец, атаман и прочие. У других тюрков оно трансформировалось в «паш/пашык» — нож.

## Шашки в России
В России шашка была принята на вооружение всех кавалерийских частей, артиллерийской прислуги и офицерского корпуса. В 1881 году под руководством генерал-лейтенанта А. П. Горлова была проведена реформа вооружения с целью установления единого образца холодного оружия для всех родов войск. За образец для клинка был взят кавказский клинок, «имеющий на Востоке, в Малой Азии, между кавказскими народами и нашими тамошними казаками высокую известность как оружие, оказывающее необыкновенные достоинства при рубке». Кавалерийские, драгунские и пехотные сабли, а также кирасирские палаши тогда же были заменены на единые драгунские и казачьи шашки образца 1881 года. Однако у гвардейских гусар и улан была оставлена сабля, а у кирасир, кроме шашки — палаш.
Драгунская шашка имела клинок с одним долом и эфес в виде дужки. У офицерской шашки клинок был на 10 см короче, чем у драгунской, и имел три дола. Шашки артиллерийской прислуги изготовлялись по образцу и размерам офицерской шашки, но клинок имел один дол вместо трёх. В казачьих частях также были на вооружении шашки образца 1881 г. Они отличались формой рукояти, которая была лишена дужки. Клинок имел один дол, а ножны изготовлялись по типу офицерских.
Наряду с шашками образца 1881 года в русской армии были шашки и других образцов.
Шашка азиатского образца 1834 года (вновь утверждённая в 1903 году) имела цельную роговую рукоять чёрного цвета с раздвоенной головкой. Эта шашка заменила кавалерийские сабли у нижних чинов Нижегородского драгунского полка, а в 1858 году была присвоена нижним чинам Северского драгунского полка, сформированного в 1856 году.
В 1881 году шашки азиатского образца 1834 года были заменены в Нижегородском и Северском драгунских полках казачьими шашками образца 1881 года, но в 1889 году произошла обратная замена. В 1891 году эти шашки (без гнёзд для штыка на ножках) были присвоены взамен казачьих шашек фельдфебелям пластунских батальонов и местных команд Кубанского казачьего войска. В последующем эти шашки были приняты на всеобщее вооружение взамен драгунских: в 1901 году — в Тверском драгунском полку, в 1903 году — в Переяславском драгунском полку и соответствующих ему маршевых эскадронах 7-го запасного кавалерийского полка, а также в Новороссийском драгунском полку.
Офицерскую шашку азиатского образца носили при всех формах офицеры Новороссийского, Переяславского, Тверского, Нижегородского и Северского драгунских полков; Кавказского запасного кавалерийского дивизиона; 1-го эскадрона 2-го запасного кавалерийского полка; 7-го эскадрона 7-го запасного кавалерийского полка; Кавказского конно-горного артиллерийского дивизиона.
Рукоятка шашки кавказского образца состояла из нижнего наконечника, стебля рукояти, надеваемого на хвост клинка и изготавливавшегося из буйволового рога, и верхнего наконечника, насаживавшегося на хвост и удерживавшегося винтом, который проходил через верхний наконечник и хвост клинка. Офицерскую шашку кавказского образца носили при всех формах все чины Собственного Его Императорского Величества конвоя, генералы и офицеры кавказских казачьих войск, Дагестанского полка, Осетинского дивизиона, адъютанты и чины Свиты, числившиеся по кавказским казачьим войскам, генералы и офицеры пехотных, артиллерийских и инженерных частей, расположенных на Кавказе.
Казачья шашка образца 1839 года имела рукоять, окованную латунью по головке и спинке, где оковка соединялась с нижним кольцом. У шашки кавказского казачьего войска (образца 1904 года) рукоять состояла из двух «щёчек», скреплённых тремя заклёпками на медных шайбах, клинок вместе с рукоятью вкладывался в ножны по самую головку.
В конце XIX века эфес офицерских шашек и головки рукоятей казачьих шашек стали украшаться орнаментами из листьев, образующих на лобовой части головки рукоятей венок, в котором помещался царский вензель. К началу Первой мировой войны казачьи шашки образца 1881 года получили распространение во всей кавалерии.
Шашка образца 1881 года состоит из рукояти и клинка. Рукоять, в свою очередь, состоит из гуська, брюшка, спинки, пятки, а клинок — из острия, боевой части клинка, обуха, лезвия. Рукоять должна строго соответствовать ладони владельца. Так больше вероятность, что удар пойдёт в нужной плоскости. Для коротких пальцев предпочтительнее узкая рукоять, для длинных — широкая.
Обух придаёт клинку прочность, а также распределяет его вес правильно. От места центра удара к острию обух резко становится тоньше.
Остриё может использоваться для колющих ударов.
После Октябрьской революции шашки были приняты на вооружение Красной армии, кроме кавказских национальных частей, у которых остались шашки национального образца. Для командного состава была также принята шашка драгунского образца.
С 1919 года шашка являлась наградным холодным оружием.
В 1927 году на вооружение Красной армии был принят новый образец кавалерийской шашки казачьего образца, мало чем отличавшийся от шашки образца 1881 года.
В 1940 году была введена парадная шашка для общевойсковых генералов и генералов артиллерии (в 1949 году заменена кортиком).
С 1968 года является парадным оружием — шашками вооружаются ассистенты при Боевом Знамени (ассистенты при Военно-морском флаге имеют палаши), а также офицеры, назначаемые в состав почётных караулов.
Выпуск шашек был прекращён в 1950-е годы в связи с расформированием кавалерийских частей Советской армии (в дальнейшем, до весны 1998 года, выпускались единичные экземпляры в качестве почётного наградного оружия). Весной 1998 года крупносерийное производство шашек было возобновлено для казачества, только до конца марта 1998 года было заказано 1000 шашек. Кроме того, шашки выпускаются для коммерческой продажи.